# مونیورو میامائو
مونیورو میامائو (انگلیسی: Munyoro Nyamau؛ زادهٔ ۵ دسامبر ۱۹۴۲) دونده اهل کنیا است. از افتخارات وی میتوان به کسب مدال طلا ۴×۴۰۰ متر امدادی در بازی‌های المپیک تابستانی ۱۹۷۲ اشاره کرد.